# Lauren Perdue
Lauren Perdue (Charlottesville, 25 giugno 1991) è una nuotatrice statunitense.
Lauren Perdue è una nuotatrice americana specializzata nelle gare di stile libero. Ha partecipato alle Olimpiadi di Londra 2012 e ha aiutato gli Stati Uniti a vincere la medaglia d'oro nella staffetta 4x200 metri stile libero.

## Biografia
Lauren ha frequentato la J. H.Rose High School a Greenville, Carolina del Nord. Ha vinto il suo primo titolo nel 2009 nella specialità stile libero con il tempo di 1.59.09.
Lauren ha poi frequentato l'università della Virginia e ha nuotato per la Virginia Cavalier swimming guidando la squadra nelle competizioni National Collegiate Athletic Association (NCAA) dal 2009 al 2012. Ha vinto sette titoli di Atlantic Coast Conference e ha ricevuto 8 onori All-American.
Ai Trials americani 2012, le qualificazioni per le Olimpiadi di Londra 2012, Lauren ha raggiunto il 4º posto nei 200 metri stile libero, ottenendo il pass per i giochi sia nella specialità 200 metri stile libero sia nella staffetta 4x200 metri stile libero, specialità nella quale ha poi ottenuto la medaglia d'oro.

## Palmarès
- Olimpiadi

Londra 2012: oro nella 4x200m sl.

## Curiosità
Prima dell'inizio dei giochi Olimpici di Londra 2012, sul web è circolato il video della squadra di nuotatrici USA mentre si divertivano a ballare e cantare la canzone Call me maybe di Carly Rae Jepsen.
Il 16 agosto a Greenville, città di nascita di Lauren, il sindaco Allen Thomas ha intitolato il "Lauren Perdue day"